# Женска фудбалска репрезентација Молдавије
Женска фудбалска репрезентација Молдавије (рум. Echipa națională de fotbal feminin a Republicii Moldova) је национални фудбалски тим који представља Молдавију на међународним такмичењима и под контролом је молдавијског Фудбалског савеза (рум. Federaţia Moldovenească de Fotbal), владајућег тела за фудбал у Молдавији.
Женска репрезентација Молдавије у фудбалу се никада није квалификовала за Светско првенство у фудбалу за жене или Европско првенство у фудбалу за жене. Едуард Блануца је био менаџер националног тима од 4. фебруара 2019. године. Актуелни капитен репрезентације је везиста Људмила Караман. Тренутно се репрезентација налази на 111. месту ФИФА, тим игра своје домаће утакмице на стадиону Зимбру у граду Кишињеву, главном граду земље.

## Историја
Прва утакмица Молдавије у квалификацијама за Светско првенство, пораз од Републике Ирске резултатом 0 : 4, одигран је 12. септембра 2001. године.

## Такмичарски рекорд

### Светско првенство за жене
| Светско првенство у фудбалу за жене − резултати | Светско првенство у фудбалу за жене − резултати | Светско првенство у фудбалу за жене − резултати | Светско првенство у фудбалу за жене − резултати | Светско првенство у фудбалу за жене − резултати | Светско првенство у фудбалу за жене − резултати | Светско првенство у фудбалу за жене − резултати | Светско првенство у фудбалу за жене − резултати | Светско првенство у фудбалу за жене − резултати | Светско првенство у фудбалу за жене − резултати |        | Квалификациони резултати | Квалификациони резултати | Квалификациони резултати | Квалификациони резултати | Квалификациони резултати | Квалификациони резултати |
| Година                                          | Коло                                            | Поз                                             | Ута                                             | Поб                                             | Нер                                             | Изг                                             | ГД                                              | ГП                                              | Састав                                          | Ута    | Поб                      | Нер                      | Изг                      | ГД                       | ГП                       |                          |
| ----------------------------------------------- | ----------------------------------------------- | ----------------------------------------------- | ----------------------------------------------- | ----------------------------------------------- | ----------------------------------------------- | ----------------------------------------------- | ----------------------------------------------- | ----------------------------------------------- | ----------------------------------------------- | ------ | ------------------------ | ------------------------ | ------------------------ | ------------------------ | ------------------------ | ------------------------ |
| 1991 до 1999                                    | Нису учествовале                                | Нису учествовале                                | Нису учествовале                                | Нису учествовале                                | Нису учествовале                                | Нису учествовале                                | Нису учествовале                                | Нису учествовале                                | Нису учествовале                                | —      | —                        | —                        | —                        | —                        | —                        |                          |
| 2003                                            | Није могла да се квалификује                    | Није могла да се квалификује                    | Није могла да се квалификује                    | Није могла да се квалификује                    | Није могла да се квалификује                    | Није могла да се квалификује                    | Није могла да се квалификује                    | Није могла да се квалификује                    | Није могла да се квалификује                    | 6      | 1                        | 0                        | 5                        | 3                        | 22                       |                          |
| 2007                                            | Није могла да се квалификује                    | Није могла да се квалификује                    | Није могла да се квалификује                    | Није могла да се квалификује                    | Није могла да се квалификује                    | Није могла да се квалификује                    | Није могла да се квалификује                    | Није могла да се квалификује                    | Није могла да се квалификује                    | 6      | 1                        | 0                        | 5                        | 5                        | 13                       |                          |
| 2011 до 2015                                    | Нису учествовале                                | Нису учествовале                                | Нису учествовале                                | Нису учествовале                                | Нису учествовале                                | Нису учествовале                                | Нису учествовале                                | Нису учествовале                                | Нису учествовале                                | —      | —                        | —                        | —                        | —                        | —                        |                          |
| 2019                                            | Нису се квалификовале                           | Нису се квалификовале                           | Нису се квалификовале                           | Нису се квалификовале                           | Нису се квалификовале                           | Нису се квалификовале                           | Нису се квалификовале                           | Нису се квалификовале                           | Нису се квалификовале                           | 11     | 2                        | 2                        | 7                        | 8                        | 45                       |                          |
| 2023                                            | У току                                          | У току                                          | У току                                          | У току                                          | У току                                          | У току                                          | У току                                          | У току                                          | У току                                          | У току | У току                   | У току                   | У току                   | У току                   | У току                   |                          |
| Укупно                                          | 0/1                                             | 0/1                                             |                                                 |                                                 |                                                 |                                                 |                                                 |                                                 |                                                 | 23     | 4                        | 2                        | 17                       | 16                       | 80                       |                          |

### Европско првенство у фудбалу за жене
| Европско првенство у фудбалу за жене − резултати | Европско првенство у фудбалу за жене − резултати | Европско првенство у фудбалу за жене − резултати | Европско првенство у фудбалу за жене − резултати | Европско првенство у фудбалу за жене − резултати | Европско првенство у фудбалу за жене − резултати | Европско првенство у фудбалу за жене − резултати | Европско првенство у фудбалу за жене − резултати | Европско првенство у фудбалу за жене − резултати | Европско првенство у фудбалу за жене − резултати |     | Квалификациони резултати | Квалификациони резултати | Квалификациони резултати | Квалификациони резултати | Квалификациони резултати | Квалификациони резултати |
| Година                                           | Коло                                             | Поз                                              | Ута                                              | Поб                                              | Нер                                              | Изг                                              | ГД                                               | ГП                                               | Састав                                           | Ута | Поб                      | Нер                      | Изг                      | ГД                       | ГП                       |                          |
| ------------------------------------------------ | ------------------------------------------------ | ------------------------------------------------ | ------------------------------------------------ | ------------------------------------------------ | ------------------------------------------------ | ------------------------------------------------ | ------------------------------------------------ | ------------------------------------------------ | ------------------------------------------------ | --- | ------------------------ | ------------------------ | ------------------------ | ------------------------ | ------------------------ | ------------------------ |
| 1984 до 2013                                     | Нису учествовале                                 | Нису учествовале                                 | Нису учествовале                                 | Нису учествовале                                 | Нису учествовале                                 | Нису учествовале                                 | Нису учествовале                                 | Нису учествовале                                 | Нису учествовале                                 | —   | —                        | —                        | —                        | —                        | —                        |                          |
| 2017                                             | Нису учествовале                                 | Нису учествовале                                 | Нису учествовале                                 | Нису учествовале                                 | Нису учествовале                                 | Нису учествовале                                 | Нису учествовале                                 | Нису учествовале                                 | Нису учествовале                                 | 11  | 2                        | 0                        | 9                        | 6                        | 34                       |                          |
| 2022                                             | Нису учествовале                                 | Нису учествовале                                 | Нису учествовале                                 | Нису учествовале                                 | Нису учествовале                                 | Нису учествовале                                 | Нису учествовале                                 | Нису учествовале                                 | Нису учествовале                                 | 8   | 1                        | 0                        | 7                        | 3                        | 43                       |                          |
| Укупно                                           | 0/2                                              | 0/2                                              |                                                  |                                                  |                                                  |                                                  |                                                  |                                                  |                                                  | 19  | 3                        | 0                        | 16                       | 9                        | 77                       |                          |

*Жребови укључују утакмице где је одлука пала извођењем једанаестераца.